# Proso vláskovité

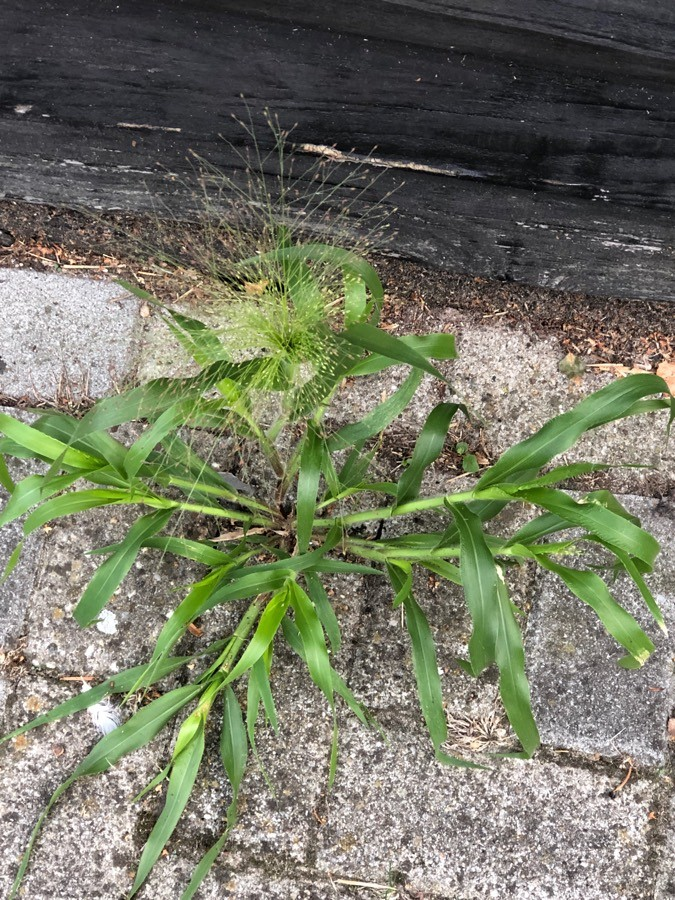
Proso vláskovité

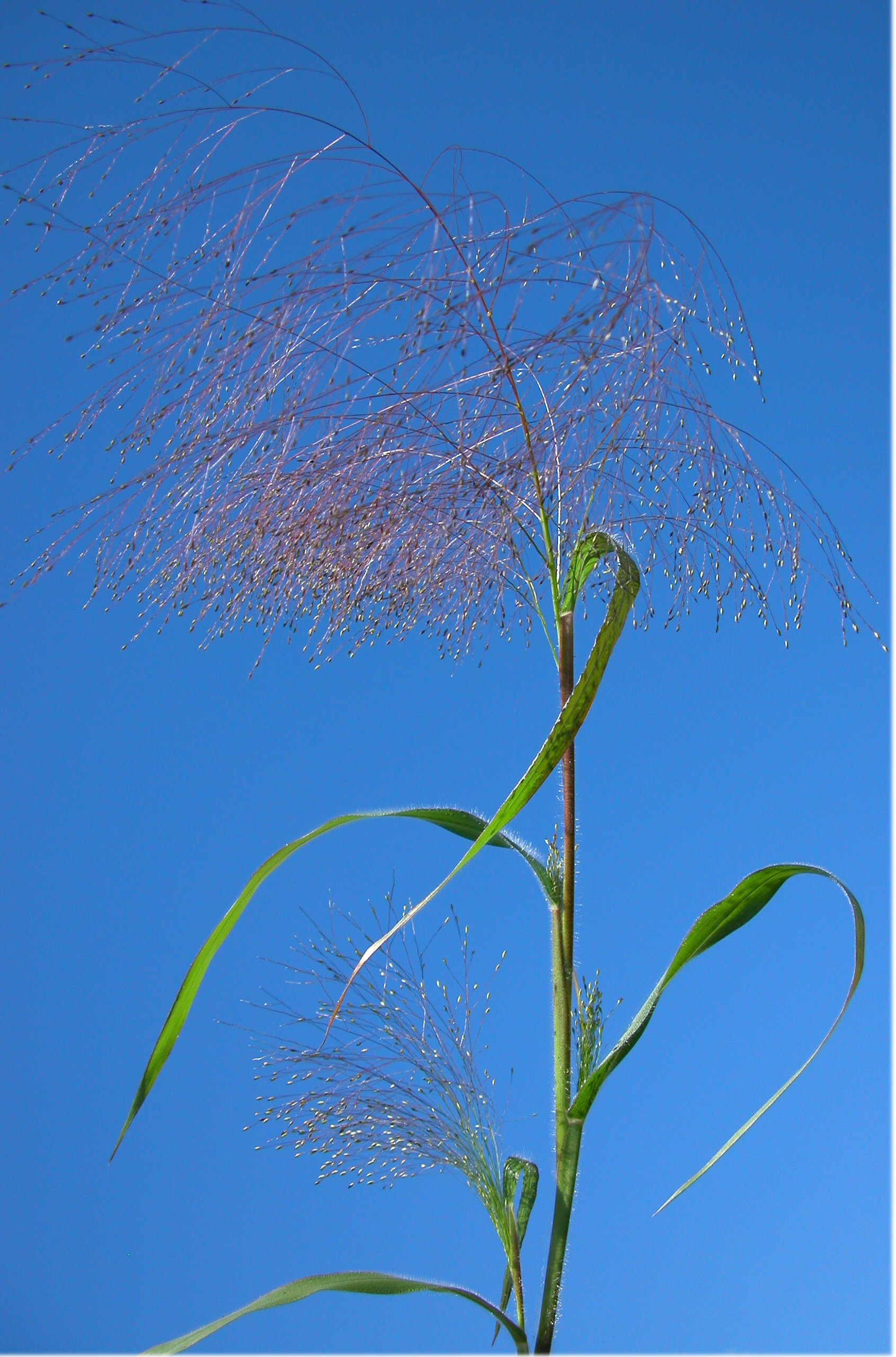
Proso vláskovité

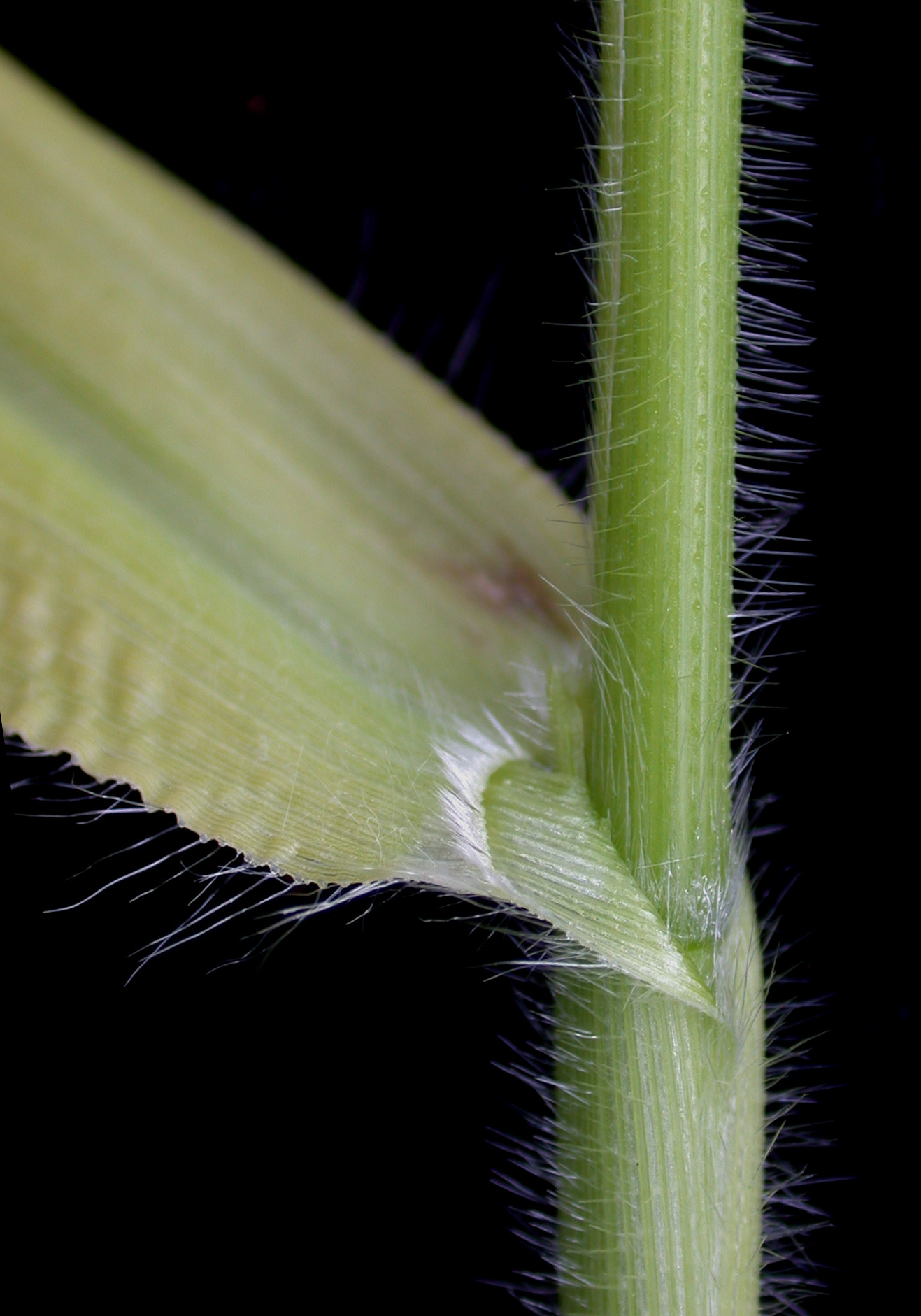
Stéblo, listová pochva, jazýček a báze čepele

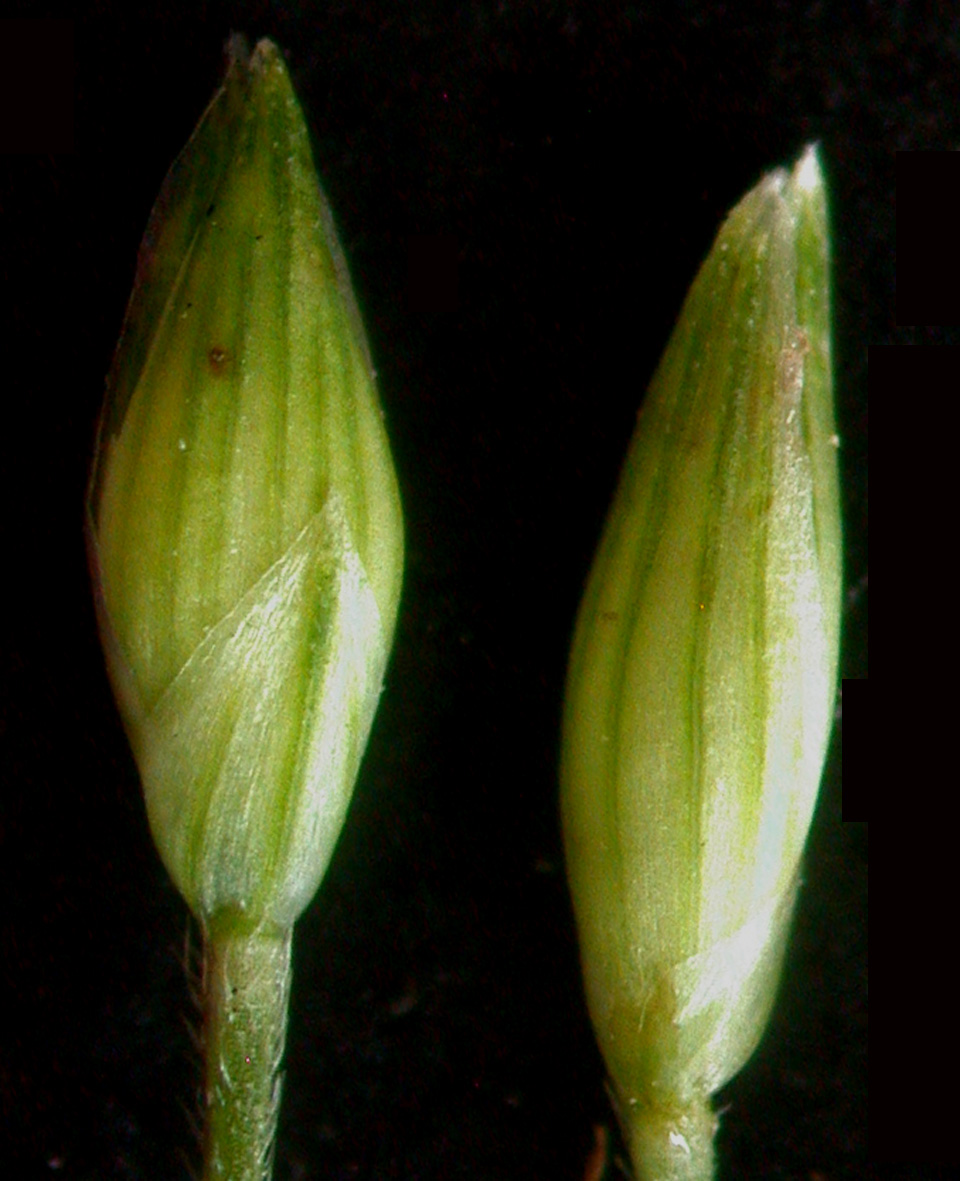
Klásky v květenství

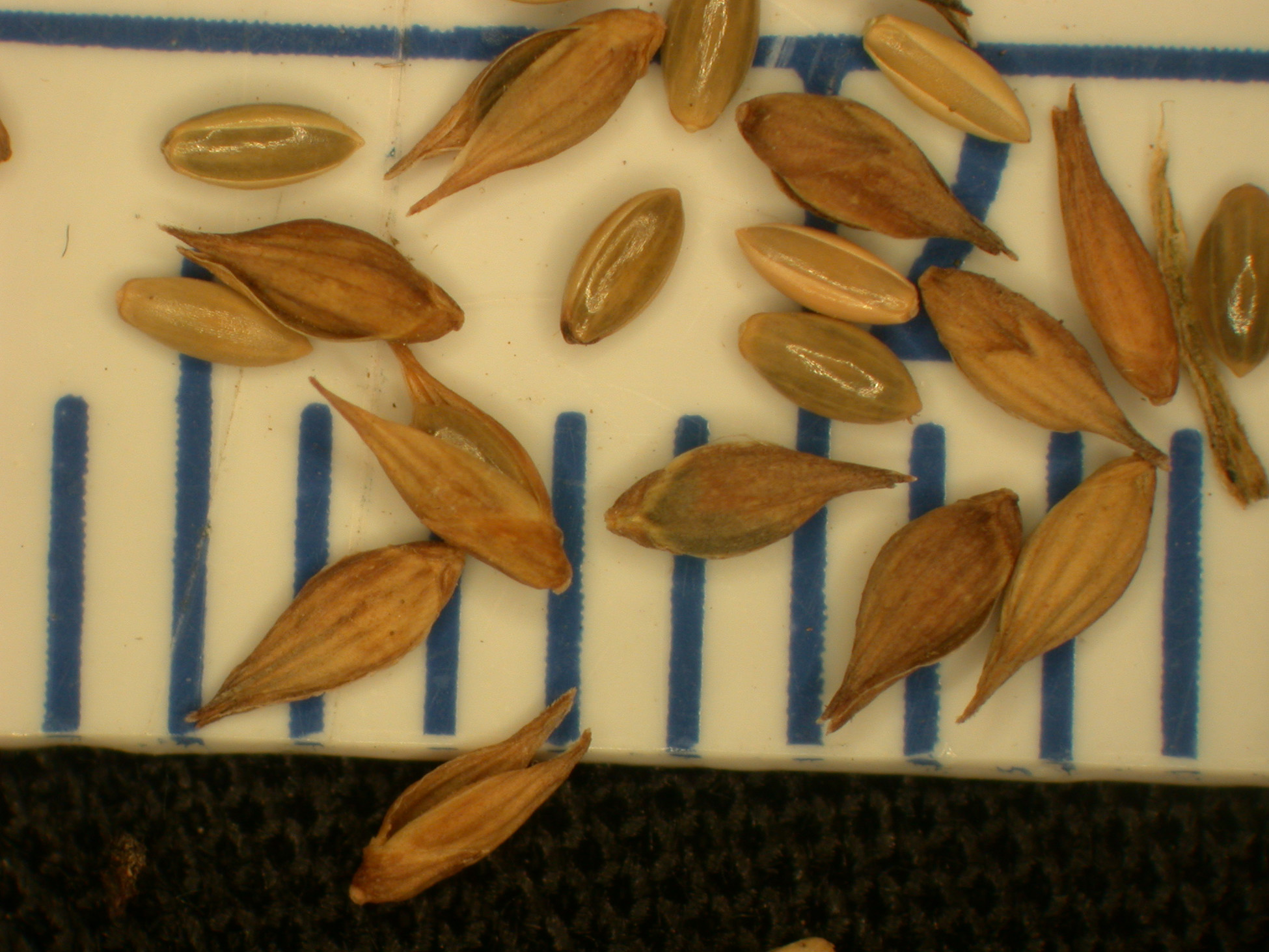
Zralé klásky a semena

Proso vláskovité (Panicum capillare) je jednoletá, pozdně jarní, jemně trsnatá tráva, vysoká 10 až 80 cm. Tato, v evropských podmínkách plevelná bylina, je typickým prérijním druhem. Je chrakteristickou rostlinou pro oblasti nazývané Velké planiny, ve kterých roste od Kanady přes Spojené státy americké až po území na severu Mexika.
V Česku je tato teplomilná a suchu odolávající travina považována za samovolně se šířící zdomácnělý neofyt. V české přírodě byla poprvé zaznamenána až v roce 1940. Roste většinou na neudržovaných pozemcích a užitkovým rostlinám příliš neškodí.

## Rozšíření
Rostlina je původní druh z mírného pásma Severní Ameriky, včetně některých karibských ostrovů, kde se vyskytuje od nížin blízkých mořské hladině po horské oblasti v nadmořské výšce blízké 1500 m n. m. Postupně byla, s vývozem plodů sóje, slunečnice, obilovin a lnu i vlny, včetně dalších zemědělských komodit, v posledních stoletích nechtěně rozšířena do oblastí s mírným klimatem v Jižní Americe a následně i do Evropy a na Blízký východ.
Na území nynější České republiky byla rostlina v přírodě poprvé sbírána roku 1940 ve východních Čechách a v roce 1960 byla nalezená v Praze. Protože se jedná o jednoletý druh, bývají místa jeho výskytu nestabilní a často se přesouvají v závislosti na dovozu řádně nevyčištěných potravinářských surovin z Nového světa. Ve střední Evropě se často vyskytuje podél dopravních cest, silničních i železničních, stejně jako okolo překladišť na vodních trasách.
V české přírodě je proso vláskovité synantropním druhem, který se většinou nerozšiřuje do původních rostlinných společenstev a nestává se houfně škodícím plevelem. Má silnou vazbu na klimaticky nejteplejší oblasti republiky a předpokládá se, že snad pouze tam by se mohl časem stát nepříjemným plevelem, zejména v kukuřici. Je rostlinou konkurenčně velmi silnou a vysoce přizpůsobivou měnícím se ekologickým podmínkám. Mimo neobhospodařovaných ploch se nejvíce vyskytuje právě v porostech kukuřice, cukrové řepy, na vinicích a v ovocných sadech.

## Ekologie
O způsobu jejího postupného šíření a vhodných místech k růstu svědčí nejčastější nové nálezy rostlin okolo železnic, dálnic a míst zpracovávajících dovážená semena. Nejúspěšnější bývají osluněná místa bez jarních mrazíků, kde semena mívají dostatek vláhy v době klíčení a počátku růstu.
Ve své domovině, zabírající území od boreálního až do subtropického podnebného pásu, roste v pestré paletě nadmořských výšek. Tím si reguluje tepelné podmínky i množství vláhy na požadovanou úroveň. Jako příklad se uvádí, že tato poměrně suchomilná rostlina se často objevuje v zamokřených, výše položených oblastech, coby nežádoucí plevel v kulturních plodinách.
V Česku se jedná o teplomilný terofyt suchých a výslunných míst s písčitou půdou. Často se vyskytuje okolo železničních nádraží, podél silnic, překladišť, na dvorech průmyslových závodů, rozličných skládkách a rumištích. Jeho výskyt je často pouze krátkodobý, jen místy se vyskytuje po delší dobu a odtud se úspěšně šíří. Velikost rostliny, květenství a počet semen odvisí od úživností půdy a dostatku vláhy v prvé polovině jejího života. Kvete nejčastěji v červenci a srpnu, opylována je větrem. Počet chromozomů 2n = 18.

## Popis
Trsnatá, trávovitá, jednoletá bylina, která může být vysoká 50 až 100 cm, v českých podmínkách spíše méně. Stébla má pevná, okrouhlá, hrubá, jednotlivá nebo již od báze rozvětvená, přímá, někdy poléhavá či v kolénkách vystoupavá, chlupatých kolének bývá tři až pět. Vyrůstá ze svazčitého kořene, jenž nepřetrvává do následného roku. Listy bez řapíků i palistů vyrůstají střídavě z výrazně chlupatých, žebernatých pochev, blanitý jazýček je tvořen nízkým lemem s věncem krátkých chlupů. Ploché čepele jsou na vrcholu ostře zakončené, obvykle bývají dlouhé 10 až 40 cm a široké 0,5 až 1 cm, často mají až 1 cm dlouhé, velmi jemné chloupky.
Na konci stébla jsou jemná, vzdušná květenství, laty tvořené klásky. Květenství mohou být, v závislosti na podmínkách ve kterých roste, dlouhá 10 až 40 cm. Lata je volná, široce rozkladitá, přímá, jen v horní části bývá mírně jednostranné ohnutá. Její nitkovité postranní větve, dlouhé 10 až 20 cm, jsou zakončené dvoukvětými klásky. Stopkaté, elipsoidní, zašpičatělé klásky jsou asi 2,5 mm dlouhé, jen horní květ v nich je funkční, oboupohlavný, kdežto dolní květ je zakrnělý, po dozrání semene opadávají společně v klásku. Prašník horního květu bývá asi 1 mm dlouhý, jeho pyl je na blizny přenášen větrem.
Plod je vejčitá až eliptická, zprvu zelená, posléze světle hnědá obilka, dlouhá okolo 1 mm, která je obalená téměř stejně dlouhou pluchou. Obilka, semeno, je různě dlouze dormantní, může vzklíčit ještě v roce uzrání, nebo za rok či za dva. Semeno je, stejně jako u ostatních druhů rodu proso, poživatelné a předpokládá se, že patřilo k jedněm z prvních semen tvořících lidskou potravu.

## Rozmnožování
Rostlina se může rozmnožovat výhradně semeny, obilkami, která jsou velmi lehká a dobře se šíří větrem nebo za deště povrchovou vodou. Na rozšiřování se podílí i samotná rostlina, neboť stéblo je po dozrání semen křehké a horní část s květenstvím se spontánně odlamuje. Oddělená část je lehká a je větrem odnášena po okolí, jako tzv. stepní běžci a jednotlivé obilky jsou při nárazech o terén uvolňovány. Při růstu v kulturních rostlinách část obilek vypadá při seči na strniště, kde však nutně nemusí tento či následný rok klíčit. Dalším způsobem šíření obilek na větší vzdálenosti, často i na jiné kontinenty, je již výše uvedeno roztroušení při železničním transportu nebo lodní přepravě.
Procento plodných obilek je velmi různé, pohybuje se od 5 po 90 %. Při pokusech s krmením skotu bylo zjištěno okolo 5 % živých obilek nalezených v jejích exkrementech. Klíčí v půdě většinou až druhým či třetím rokem po vysemenění a nejlépe při optimální teplotě, za kterou je považována denní 25 až 35 °C a noční 6 až 15 °C, v podmínkách Česka to bývá období měsíce května. Dormance se přerušuje při několikaměsíčním suchém skladování, při zahřátí na 50 °C po dobu asi 48 hodin, při odstranění pluch nebo při déletrvajícím uložení ve vlhku a chladu.

## Význam
Proso vláskovité nemá valný ekonomický význam. Snad jen na suchých a málo plodných půdách může tato extrémně houževnatá bylina ve spojení s obilninami a jinými travinami poskytovat výživnější pastvu. Někdy jsou pro zahradnické účely rostliny vysévané a květenství bývají používána jako součást kytic ze suchých květů. Výjimečně bývají pěstované na okrasných záhonech jako pozadí za nižší, okrasné byliny. Pro podmínky české přírody byl vyšlechtěn bohatě kvetoucí kultivar 'Fontaine' s načechraným květenstvím.